# トルファン交河空港
トルファン交河空港（トルファンこうがくうこう、中国語: 吐鲁番交河机场）は、中国新疆ウイグル自治区トルファン市の空港である。IATA番号はTLQ、ICAO番号はZWTP。市中心から北西10キロに位置し、近くの有名観光地である交河故城にちなんで名付けられた。新開通の蘭新線第二複線のトルファン北駅からは500メートルで、至便。
1950年代に最初に別の場所に建設されたが、1970年代には使用されなくなり、2009年5月から現在の場所に移転し、4億3000万元の投資で再建され、2010年7月9日に開港を迎えた。

## 参照項目
- トルファン市の交通